# Barthélemy d'Eyck
Barthélemy d'Eyck, o van Eyck (... – dopo il 1470), è stato un miniatore e pittore fiammingo.

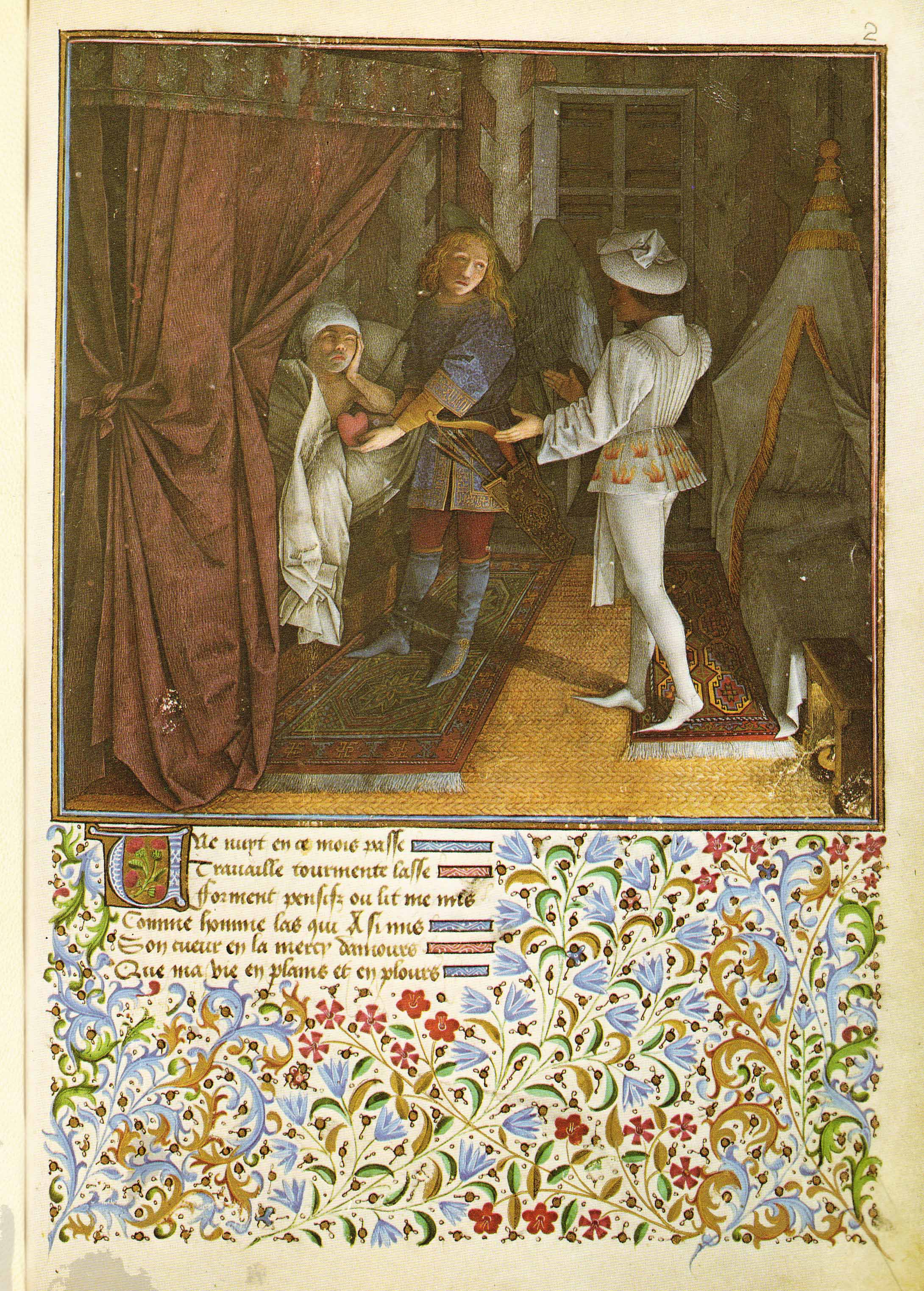
Miniatura dal Livre du coeur d'Amour épris, raffigurante Amore dona a Desiderio il cuore del re malato, Vienna, Österreichische Nationalbibliothek

Appartenne alla scuola provenzale in cui alla stilizzazione geometrica si unisce l'uso di una luce tersa e zenitale che blocca le figure imponenti in posizioni statuarie.

## Biografia
L'origine di questo maestro viene collocata nella diocesi di Liegi, come i fratelli Jan e Hubert van Eyck dei quali fu forse parente (ma poco verosimilmente fratello).
Le notizie su Barthélemy d'Eyck sono piuttosto scarse e dalla documentazione d'archivio e si riferiscono agli anni 1447-1470. Viene documentato in Provenza, ad Angers e poi a Napoli, alla corte di Renato d'Angiò. Nel febbraio 1444 era ad Aix-en-Provence insieme a Enguerrand Quarton, come testimone in un atto notarile.
I testimoni dell'epoca lo ricordano come uno dei più grandi artisti del suo tempo, per cui al suo nome sono state legate alcune opere di autori anonimi di altissimo livello, la cui attribuzione non vede concordi tutti gli storici, nella totale mancanza di riferimenti diretti. Tra le personalità che sono state legate al nome di Barthélemy d'Eyck ci sono il Maestro dell'Annunciazione di Aix, il Maestro di Re Renato, il Maestro del Cœur d'Amour épris e il Maestro del 1456.

## Opere

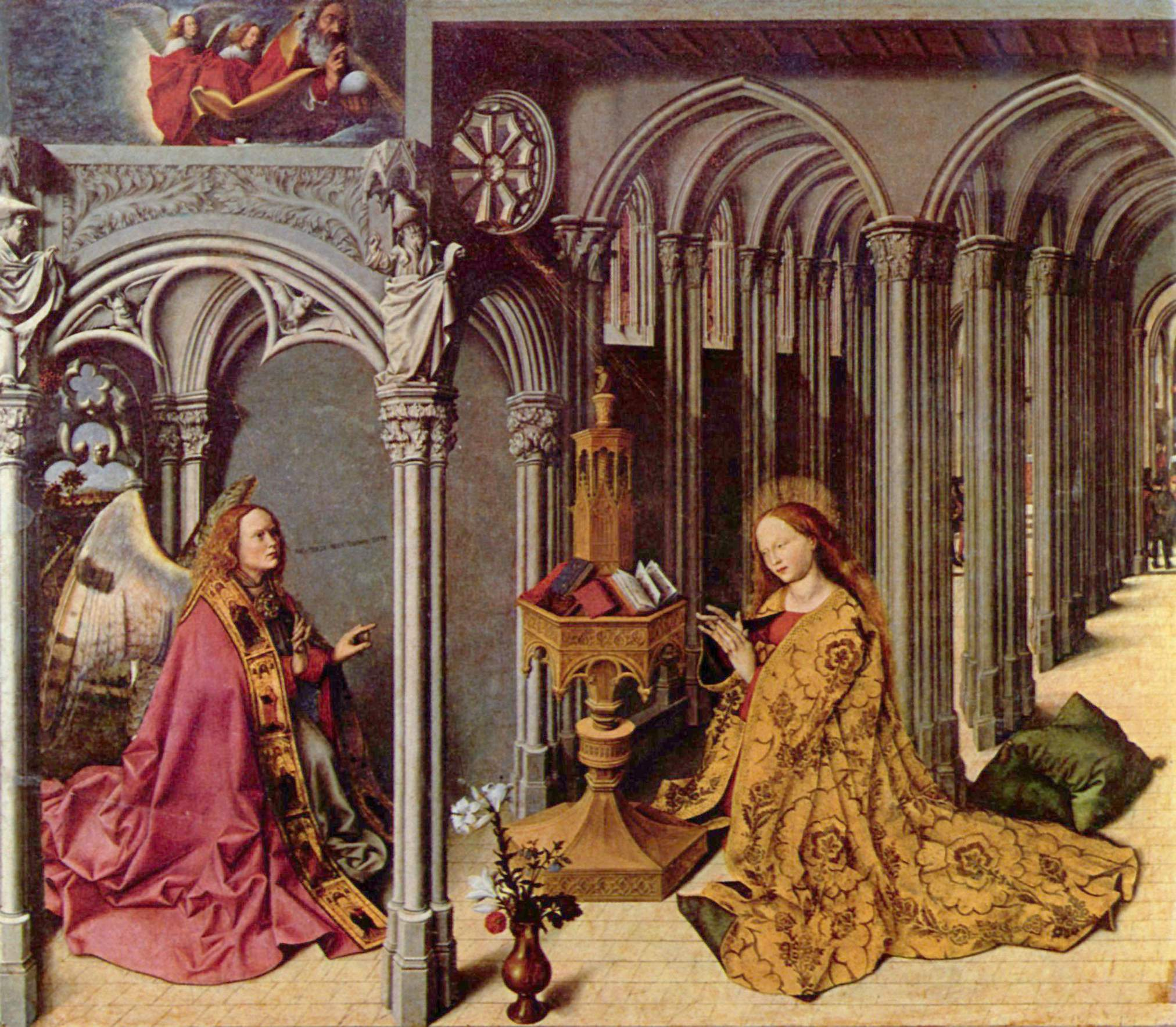
Pannello centrale del Trittico dell'Annunciazione

Vengono attribuite a Barthélemy d'Eyck le ultime cinque scene miniate del Libro d'ore di re Renato ( 1437 circa), ora a Londra. Forse fu a Napoli tra il 1439 e il 1442 al seguito di re Renato.
Al 1443 e il 1445 risale il Trittico dell'Annunciazione, su commissione del mercante di tessuti Pierre Corpici per la chiesa di Saint-Sauveur ad Aix-en-Provence, oggi smembrato: il profeta Geremia dello scomparto laterale destro si trova a Bruxelles ai Musées Royaux des Beaux-Arts de Belgique, mentre lo scomparto centrale con l'Annunciazione si trova ad Aix-en-Provence nella chiesa della Madeleine; lo scomparto laterale sinistro è diviso in due parti: la parte col profeta Isaia è al Museo Boijmans Van Beuningen di Rotterdam, mentre la parte alta con uno scaffale pieno di libri ed oggetti vari è conservata al Rijksmuseum di Amsterdam col titolo di Natura morta; sul rovescio degli scomparti laterali era dipinto un Noli me tangere. In quest'opera la luce unifica la scena ed è di chiara derivazione fiamminga (Robert Campin), tuttavia viene trattata in modo prettamente provenzale, che blocca la composizione e definisce i singoli oggetti, mentre le figure monumentali sono modellate plasticamente e il panneggio, dalle pieghe pesanti, rivela l'influsso della scuola borgognona.
Nel 1445 circa sono collocate alcune miniature per un Libro d'ore ora a New York, a cui collaborò anche Enguerrand Quarton. Del 1445-1450 circa è la Crocifissione del Louvre, parte centrale della predella di un perduto polittico.
Del 1456 è il Ritratto d'uomo del Museo Liechtenstein a Vienna, un tempo attribuito ad un anonimo maestro detto Maestro del 1456, dalla data incisa sullo sfondo dell'opera. Il ritratto è una tempera su pergamena, poi incollata su una base di legno, caratterizzata da un sicuro impianto volumetrico dato dalla luce. Del 1460-1465 sono le miniature del Livre des Tournois.
A Barthélemy d'Eyck sono poi attribuite da alcuni le miniature del Livre du coeur d'Amour épris, uno dei capolavori della miniatura europea del XV secolo. Su un testo scritto dal re Renato d'Angiò nel 1465, le illustrazioni creano straordinari effetti di luce, come la celebre scena notturna di Amore che dona a Desiderio il cuore del re malato. Negli ultimi anni della sua vita sono collocate anche le miniature per una Teseide di Giovanni Boccaccio, oggi a Vienna.

## Altre immagini

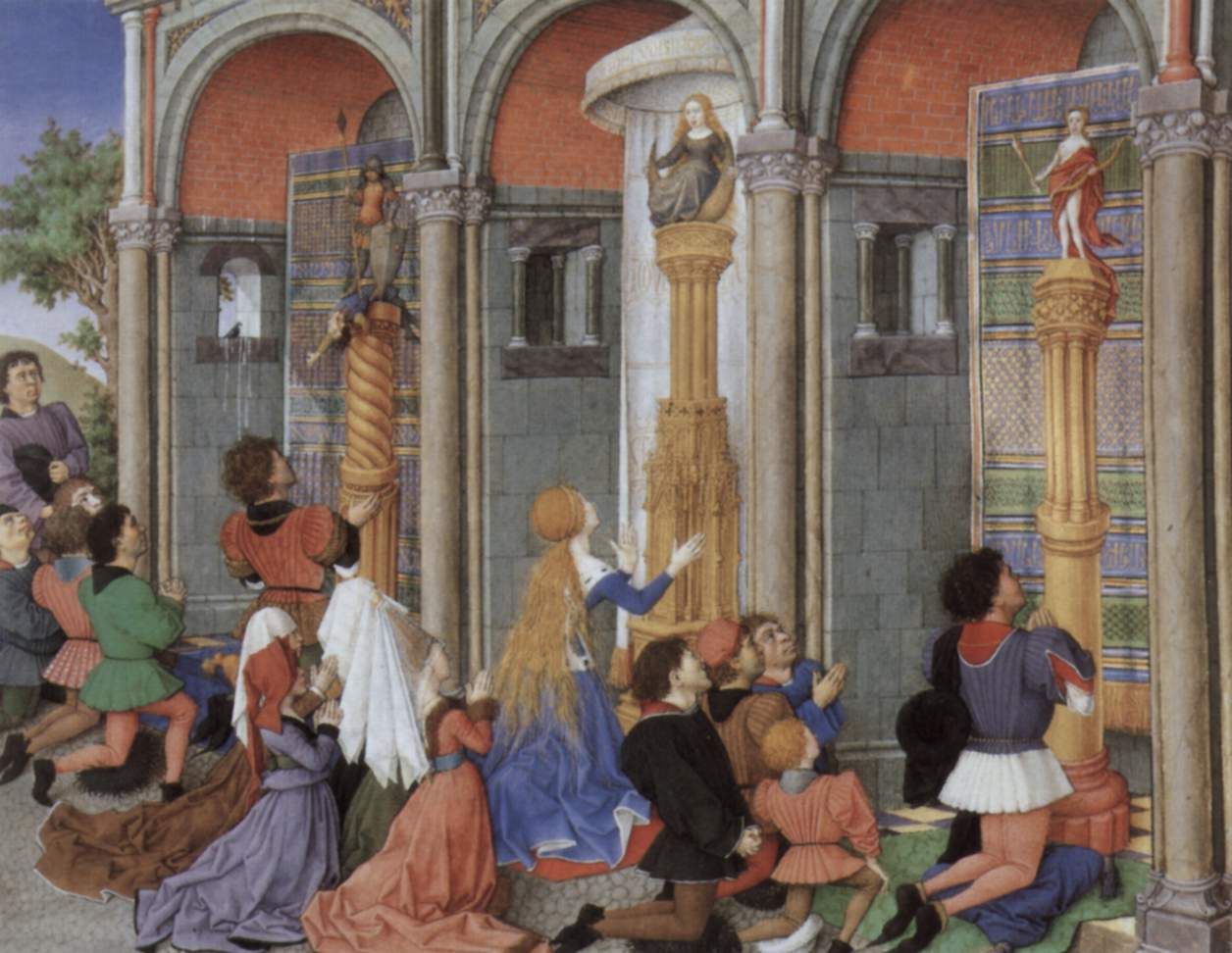
Teseida delle nozze di Emilia
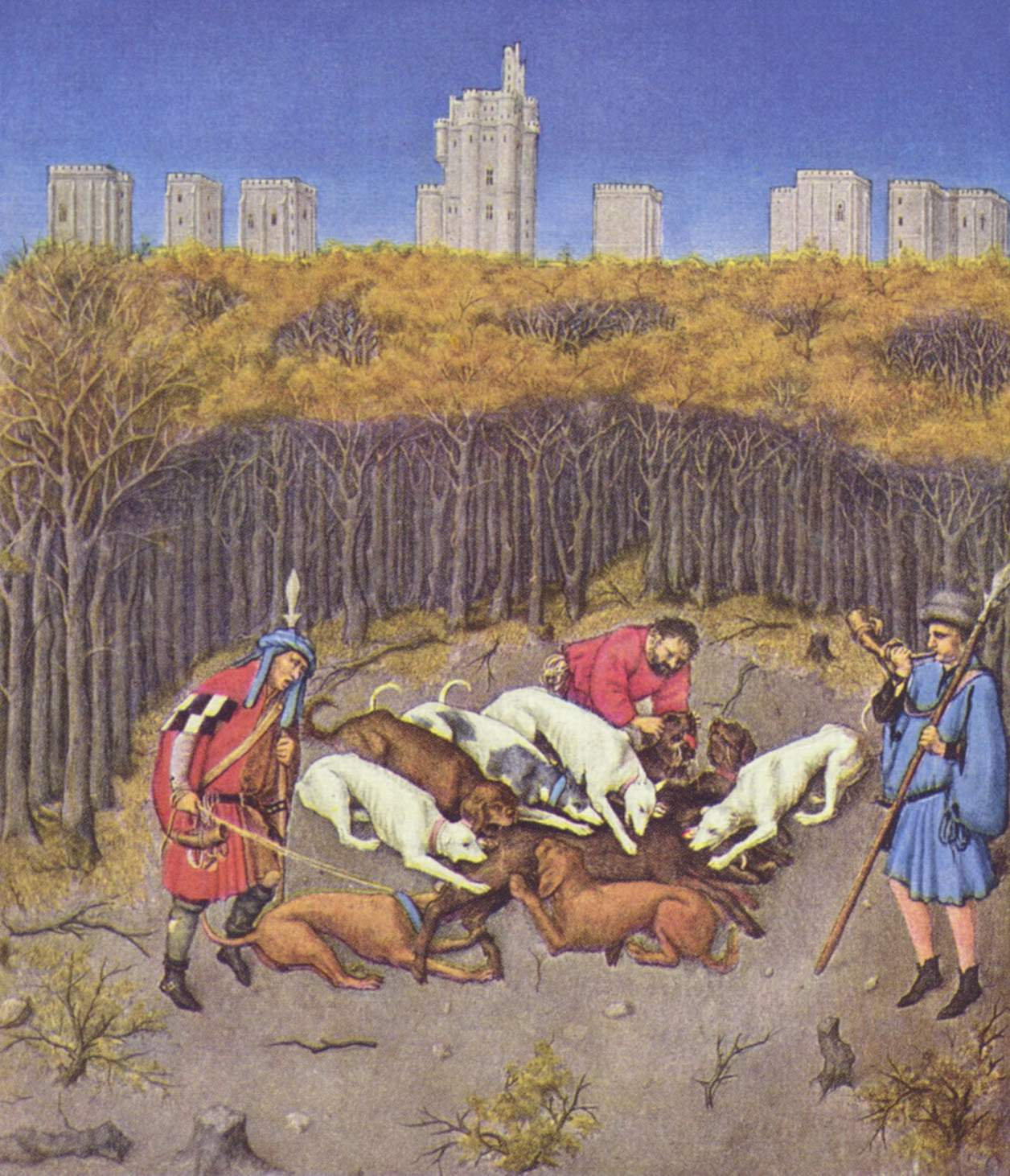
Très riches heures du Duc de Berry